# Brent Hughes (Eishockeyspieler, 1966)
Brent Allen Hughes (* 5. April 1966 in New Westminster, British Columbia) ist ein ehemaliger kanadischer Eishockeyspieler und -trainer, der im Verlauf seiner aktiven Karriere zwischen 1983 und 1999 unter anderem 386 Spiele für die Winnipeg Jets, Boston Bruins, Buffalo Sabres und New York Islanders in der National Hockey League (NHL) auf der Position des linken Flügelstürmers bestritten hat. Im Anschluss an seine Spielerkarriere war Hughes in den 2000er-Jahren als Trainer in der Central Hockey League (CHL) tätig.

## Karriere
Hughes verbrachte die ersten drei Spielzeiten seiner Juniorenkarriere zwischen 1983 und 1986 bei den New Westminster Bruins aus seiner Geburtsstadt New Westminster in der Western Hockey League (WHL). Kurz nach dem Beginn der Saison 1986/87 trennte sich die Bruins jedoch von dem Stürmer und transferierten ihn zum Ligakonkurrenten Victoria Cougars. In seinem vierten und letzten Jahr in der Liga erzielte er insgesamt 113 Scorerpunkte in 74 Partien, was ihm zum Abschluss seiner Juniorenkarriere die Berufung ins First All-Star Team der WHL bescherte.
Dennoch war der Kanadier im NHL Entry Draft von den Franchises der National Hockey League (NHL) unberücksichtigt geblieben und unterschrieb daher im Juni 1988 als Free Agent einen Vertrag bei den Winnipeg Jets. Den Großteil der folgenden vier Spielzeiten lief Hughes bis zum Mai 1991 für Winnipegs Farmteam, die Moncton Hawks, in der American Hockey League (AHL) auf. In diesem Zeitraum absolvierte er lediglich 39 NHL-Partien für die Jets, ehe sie ihn nach dem Saisonende 1990/91 gemeinsam mit Craig Duncanson und Simon Wheeldon zu den Washington Capitals transferierten. Im Gegenzug wechselten mit Bob Joyce, Tyler Larter und Kent Paynter ebenfalls drei Spieler in die andere Richtung nach Winnipeg. Der Angreifer spielte bei den US-amerikanischen Hauptstädtern jedoch nur eine untergeordnete Rolle und kam daher bis zum Februar 1992 lediglich für den AHL-Kooperationspartner Baltimore Skipjacks zu Einsätzen, bevor er erneut Teil eines Transfergeschäfts wurde. Für eine später gezahlte Geldsumme wechselte er im Saisonverlauf in die Organisation der Boston Bruins, die dabei John Byce und Dennis Smith eintauschten.
Im Trikot der Bruins gelang Hughes nach vielen Jahren Anlaufzeit im Verlauf der Stanley-Cup-Playoffs 1992 schließlich der Sprung zum NHL-Stammspieler. Mit 24 Scorerpunkten stellte er dabei in der Saison 1993/94 eine persönliche Bestmarke auf. Vor der Spielzeit 1995/96 musste der Offensivakteur die Bruins allerdings verlassen, nachdem er im NHL Waiver Draft von den Buffalo Sabres ausgewählt worden war. Die Sabres hatten damit seinen laufenden Vertrag, der zu diesem Zeitpunkt noch ein Jahr Laufzeit hatte, übernommen. Im Verlauf des Spieljahres absolvierte Hughes 76 Spiele und wechselte im August 1996 als Free Agent für ein Jahr zu den New York Islanders. Dort absolvierte der 30-Jährige seine letzte Saison in der NHL. Die folgenden drei Jahre ließ er seine Karriere in der International Hockey League (IHL) ausklingen, wo er zwei Jahre für die Houston Aeros und eine Spielzeit für die Utah Grizzlies auflief.
Im Juni 1999 gab Hughes das offizielle Ende seiner aktiven Karriere bekannt und wurde gleichzeitig als Cheftrainer der Austin Ice Bats aus der Western Professional Hockey League (WPHL) vorgestellt. In seiner ersten Amtszeit betreute er das Team vier Spielzeiten lang, davon die letzten beiden in der Central Hockey League (CHL), nachdem das Franchise in selbige 2001 aufgenommen wurde. Von 2006 bis 2008 war Hughes in seiner zweiten Amtszeit Cheftrainer der Ice Bats. Anschließend war er drei Jahre lang als Übungsleiter der Corpus Christi IceRays tätig, davon zwei in derselben Liga und eine in der North American Hockey League (NAHL).

## Erfolge und Auszeichnungen
- 1987 WHL West First All-Star Team

## Karrierestatistik
(Legende zur Spielerstatistik: Sp oder GP = absolvierte Spiele; T oder G = erzielte Tore; V oder A = erzielte Assists; Pkt oder Pts = erzielte Scorerpunkte; SM oder PIM = erhaltene Strafminuten; +/− = Plus/Minus-Bilanz; PP = erzielte Überzahltore; SH = erzielte Unterzahltore; GW = erzielte Siegtore; 1 Play-downs/Relegation; Kursiv: Statistik nicht vollständig)